# Vilhelm Bergsøe
Vilhelm Bergsøe (født 8. februar 1835 på Den kongelige Porcelænsfabrik i København, død 26. juni 1911) var en dansk forfatter, zoolog og numismatiker, bror til maleren Johan Friderich Bergsøe og præsten Sophus Bergsøe. Hans mest kendte værk er romanen Fra Piazza del Popolo.
Han var søn af kgl. administrator ved Den kongelige Porcelænsfabrik Carl Vilhelm Bergsøe og Sophie født Bech. Vilhelm Bergsøe blev uddannet som zoolog i 1860 (doktor i 1864) og udgav mange skrifter inden for dette fag. Mest kendt er værket Fra Mark og Skov I-II (1881). 
På grund svækket syn drog han på en studie- og rekonvalescensrejse til Italien i 1860'erne. Efter hjemkomsten dikterede han romanen Fra Piazza del Popolo (1866) og nogle år efter Fra den gamle Fabrik (1869). Den sidste især delvist selvbiografisk og beskriver forfatterens opvækst på Den kongelige Porcelænsfabrik (nu Royal Copenhagen) på Købmagergade i København.
Øjensygdommen tvang snart Vilhelm Bergsøe til helt at opgive karrieren som zoolog og han helligede sig sin forfattervirksomhed. Han udgav en del novellesamlinger, romaner og selvbiografiske værker. Selv om Vilhelm Bergsøe var af den sen-romantiske skole, holdt han sig ikke til en enkelt genre. Bl.a. skrev han en af de tidlige danske science fiction-historier (Flyvefisken "Prometheus" (1876)) og udgav også en samling spøgelseshistorier (Gjengangerfortællinger (1871)) (Gengangerfortællinger er ikke kun spøgelseshistorier – samlingen hedder sådan, fordi historierne i den har været udgivet før i ugeblade og lignende. Titlen er et ordspil ligesom Nathaniel Hawthornes "Twice Told Tales"). 
Rom og mindet om rejsen til Italien synes aldrig at have svækkedes i hans erindring, hvad mange af hans udgivelser vidner om (Rom under Pius den Niende (1877, I Sabinerbjergene 1-2, (1871).
Han var far til Paul Bergsøe.
I Danmark er der opkaldt veje efter ham; Vilhelm Bergsøes vej i Aarhus, Vilhelm Bergsøes Allé i Søborg i Gladsaxe kommune og Bergsøes Plads i Odense.